# Franconville
Franconville je severozahodno predmestje Pariza in občina v osrednjem francoskem departmaju Val-d'Oise regije Île-de-France. Leta 1999 je imelo naselje 33.497 prebivalcev.

## Geografija
Naselje leži v osrednji Franciji, 20 km od središča Pariza.

## Administracija
Franconville je sedež istoimenskega kantona, vključenega v okrožje Pontoise.

## Zgodovina
Prvi zapis imena kraja Francorum Villa (frankovska hiša) se pojavi v zapisih opata Sugerja iz Saint-Denisa v letu 1137.

## Pobratena mesta
- Potters Bar (Združeno kraljestvo),
- Viernheim (Nemčija).